# Mistrzostwa Europy w Lekkoatletyce 1969 – bieg na 400 m kobiet

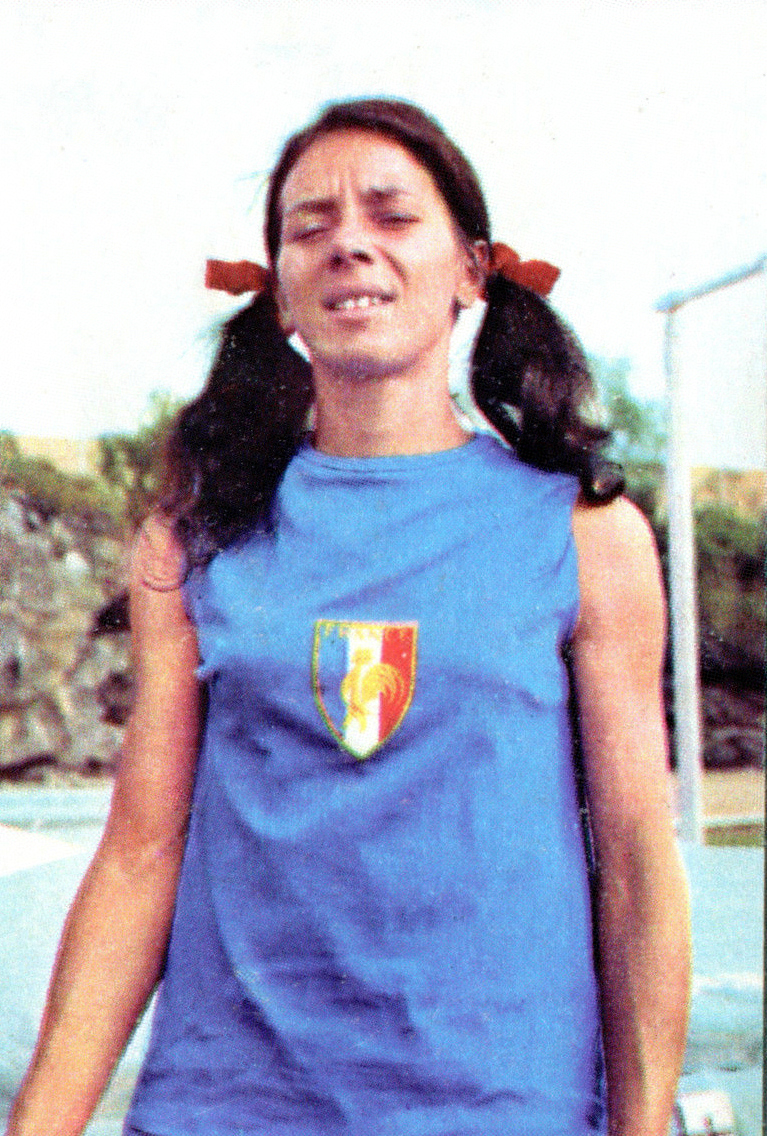
Colette Besson

Bieg na dystansie 400 metrów kobiet był jedną z konkurencji rozgrywanych podczas IX Mistrzostw Europy w Atenach. Biegi eliminacyjne zostały rozegrane 16 września, biegi półfinałowe 17 września, a bieg finałowy 18 września 1969 roku. Zwyciężczynią tej konkurencji została reprezentantka Francji Nicole Duclos, która ustanowiła rekord świata w finale czasem 51,7 s (taki sam rezultat uzyskała druga na mecie Colette Besson). W rywalizacji wzięło udział dwadzieścia zawodniczek z szesnastu reprezentacji.

## Rekordy
| Rekord świata     | Sin Kim-dan (PRK)    | 51,9 | Pjongjang, Korea Północna | 23.10.1962 |
| Rekord Europy     | Colette Besson (FRA) | 52,0 | Meksyk, Meksyk            | 16.10.1968 |
| Rekord mistrzostw | Anna Chmelková (CSK) | 52,9 | Budapeszt, Węgry          | 01.09.1966 |

## Wyniki

### Eliminacje
Bieg 1
| Miejsce | Zawodniczka       | Czas | Uwagi |
| ------- | ----------------- | ---- | ----- |
| 1       | Nicole Duclos     | 53,2 | Q     |
| 2       | Karin Lundgren    | 54,5 | Q     |
| 3       | Donata Govoni     | 54,6 | Q     |
| 4       | Rosemary Stirling | 54,7 | Q     |
| 5       | Anna Dundare      | 55,2 |       |

Bieg 2
| Miejsce | Zawodniczka       | Czas | Uwagi |
| ------- | ----------------- | ---- | ----- |
| 1       | Colette Besson    | 52,1 | Q CR  |
| 2       | Maria Sykora      | 53,6 | Q     |
| 3       | Janet Simpson     | 54,1 | Q     |
| 4       | Hannelore Middeke | 54,2 | Q     |
| 5       | Elisabeth Randerz | 55,5 |       |
| 6       | Eeva Haimi        | 55,8 |       |

Bieg 3
| Miejsce | Zawodniczka          | Czas | Uwagi |
| ------- | -------------------- | ---- | ----- |
| 1       | Jennifer Pawsey      | 54,8 | Q     |
| 2       | Éliane Jacq          | 54,9 | Q     |
| 3       | Olga Klein           | 55,0 | Q     |
| 4       | Krystyna Hryniewicka | 55,4 | Q     |
| 5       | Birgitte Jennes      | 55,5 |       |

Bieg 4
| Miejsce | Zawodniczka         | Czas | Uwagi |
| ------- | ------------------- | ---- | ----- |
| 1       | Taisija Kowalewska  | 55,0 | Q     |
| 2       | Berit Berthelsen    | 55,2 | Q     |
| 3       | Uschi Meyer         | 55,5 | Q     |
| 4       | Elżbieta Skowrońska | 55,6 | Q     |

### Półfinały
Półfinał 1
| Miejsce | Zawodniczka         | Czas | Uwagi |
| ------- | ------------------- | ---- | ----- |
| 1       | Colette Besson      | 52,1 | Q     |
| 2       | Hannelore Middeke   | 53,3 | Q     |
| 3       | Janet Simpson       | 53,6 | Q     |
| 4       | Donata Govoni       | 53,7 | Q     |
| 5       | Taisija Kowalewska  | 54,1 |       |
| 6       | Jennifer Pawsey     | 54,8 |       |
| 7       | Elżbieta Skowrońska | 55,3 |       |
| –       | Berit Berthelsen    | DNS  |       |

Półfinał 2
| Miejsce | Zawodniczka          | Czas | Uwagi |
| ------- | -------------------- | ---- | ----- |
| 1       | Maria Sykora         | 53,2 | Q     |
| 2       | Nicole Duclos        | 53,2 | Q     |
| 3       | Karin Lundgren       | 54,2 | Q     |
| 4       | Rosemary Stirling    | 54,3 | Q     |
| 5       | Krystyna Hryniewicka | 54,7 |       |
| 6       | Éliane Jacq          | 54,7 |       |
| 7       | Uschi Meyer          | 54,9 |       |
| 8       | Olga Klein           | 56,3 |       |

### Finał
| Miejsce | Zawodniczka       | Czas  | Uwagi |
| ------- | ----------------- | ----- | ----- |
| 1       | Nicole Duclos     | 51,77 | WR    |
| 2       | Colette Besson    | 51,79 | WR    |
| 3       | Maria Sykora      | 53,0  | NR    |
| 4       | Hannelore Middeke | 53,1  | NR    |
| 5       | Karin Lundgren    | 53,4  |       |
| 6       | Donata Govoni     | 53,6  | NR    |
| 7       | Janet Simpson     | 53,8  |       |
| 8       | Rosemary Stirling | 54,6  |       |